# Horacio Carochi

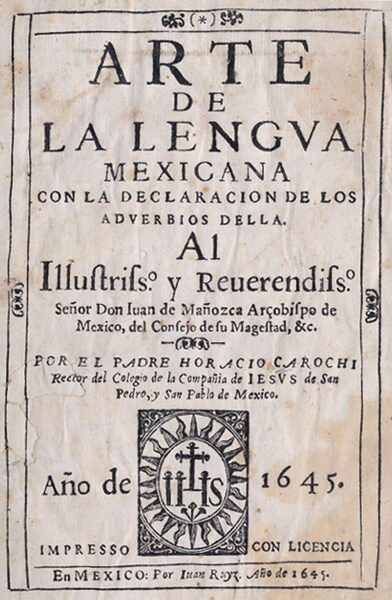
Frontispici de l'obra de Carochi "Arte de la Lengva Mexicana con la declaración de los adverbios della"

Horacio Carochi (Florència, 1586 – ciutat de Mèxic, 1666) va ser un sacerdot jesuïta i gramàtic italià, nascut a Florència, Itàlia, i mort a Mèxic. És conegut per la seva gramàtica de la llengua nàhuatl clàssic.

## Vida
Carochi va néixer a Florència. Va anar a Roma on va ingressar en la Companyia de Jesús. Des de Roma va marxar al Nou Món, arribant a Nova Espanya (ara Mèxic). Allà es va dedicar a l'estudi de les llengües indígenes, i es va convertir en expert en nàhuatl i otomí clàssic. Era amic del bisbe i més tard virrei de Nova Espanya Juan de Palafox y Mendoza, com és documentat per les cartes que va escriure Carochi al bisbe.

## Importància
Carochi tenia una aguda comprensió de la llengua nàhuatl i va ser el primer gramàtic d'entendre i proposar una transcripció consistent de dos fenòmens difícils en fonologia náhuatl, és a dir, la longitud vocàlica i el saltillo. La seva Arte o gramàtica era vista com a important poc després de la publicació, i ja en 1759 es va publicar una versió editada per Ignacio Paredes. Aquesta versió però no té la majoria de les virtuts de l'obra original.
Avui la seva original Arte de la lengua Mexicana és considerada pels lingüistes com el millor i més útil de les primeres gramàtiques existents de náhuatl. També va escriure una gramàtica de l'otomí clàssic, que s'ha perdut.

## Obres
De les obres de Carochi només Arte de la lengua Mexicana ha estat imprès; les altres existeixen només en forma manuscrita.
- Arte de la Lengua mexicana con la declaración de todos sus adverbios, imprès a Mèxic en 1645
- Vocabulario copioso de la Lengua mexicana
- Gramática de la Lengua Otomí
- Vocabulario Otomí
- Sermones en Lengua mexicana